# Fujiwara no Korenari
Fujiwara no Korenari (japanski 藤原 惟成, ふじわら の これなり) ili Fujiwara no Korešige (japanski 藤原 惟成, ふじわら の これしげ) (7. godina Tenryakua / 953. – 1. dan 11. mjesec 1. godina Eisoa / 989.) je bio japanski dvorjanin iz vremena Heiana. Pripadao je klanu Fujiwari. Otac mu je bio Fujiwara no Masaki. Korenari je službovao kod cara Kazana. Kad je car Kazan napustio prijestolje jer se odlučio zarediti u samostanu Kazan-in, Korenari je otišao onamo za njim 986. godine.